# The Million Dollar Hotel
The Million Dollar Hotel és una pel·lícula dramàtica del 2000 basada en una història conceptual de Bono i Nicholas Klein, dirigida per Wim Wenders, i protagonitzada per Jeremy Davies, Milla Jovovich i Mel Gibson. La pel·lícula compta amb música d'U2 i de diversos músics que es va publicar a la banda sonora, The Million Dollar Hotel: Music from the Motion Picture.

## Argument
Un grup de persones molt diferents viuen en un hotel a Los Angeles, Califòrnia, inclosos els romàntics Tom Tom (Davies) i Eloise (Milla Jovovich). Els fets que es desenvolupen són el resultat de la mort d'un important resident, el fill (Tim Roth) d'un magnat dels mitjans multimilionari. El seu pare encarrega un F.B.I. agent (Gibson) per investigar la seva mort.

## Repartiment
- Jeremy Davies com a Tom Tom
- Milla Jovovich com a Eloise
- Mel Gibson com a Det. Skinner
- Jimmy Smits com a Geronimo
- Peter Stormare com a Dixie
- Amanda Plummer com a Vivian
- Gloria Stuart com a Jessica
- Tom Bower com a Héctor
- Donal Logue com a Det. Charley Best
- Bud Cort com a Shorty
- Julian Sands com a Terence Scopey
- Conrad Roberts com Stix
- Harris Yulin com a Stanley Goldkiss
- Charlayne Woodard com a Jean Swift
- Ellen Cleghorne com a Marlene
- Richard Edson com a Joe
- Tito Larriva com a Jesús
- Jon Hassell com a Hollow
- Tim Roth (sense acreditar) com Izzy Goldkiss
- Bono (sense acreditar) com home del loby a l'hotel

## Producció
La història va ser desenvolupada originalment per Bono el 1987 quan es filmava el vídeo musical de "Where the Streets Have No Name".

## Recepció
La pel·lícula tenia un pressupost estimat de 8.000.000 dòlars, però només es va obrir a 29.483 dòlars a la taquilla dels Estats Units, amb poc més èxit en les setmanes posteriors o en altres països. També va rebre crítiques molt pobres, obtenint 25 de 100 a Metacritic i un 25% a Rotten Tomatoes, tot i que va guanyar l'Ós de Plata al Festival Internacional de Cinema de Berlín l'any 2000. En una conferència de premsa d'octubre de 2000 a Sydney, abans de l'estrena a Australia de la pel·lícula, Mel Gibson va dir: "Vaig pensar que era tan avorrida com el cul d'un gos." Més tard va explicar:
| « | Va ser al final d'un dia en què havia fet 6.000 entrevistes, un noi va preguntar sobre la pel·lícula i va escapar. Més tard, vaig pensar 'Déu, per què vaig dir això? Sóc un idiota! Vaig produir aquesta pel·lícula. Jo la distribueixo!' Va ser bastant irreflexiva de mi part, perquè molta gent va treballar molt en aquella pel·lícula, i el fet és que hi ha moments de geni. La banda sonora és d'U2, i és fenomenal. Així que em sap molt greu dir-ho. He escrit moltes cartes de disculpes al respecte. | » |